# Dane Alderson
Dane Alderson (født 19. april 1983 i Perth, Australien) er en australsk bassist.
Alderson spiller bas i gruppen Yellowjackets, hvor han afløste Felix Pastorius, som er Weather Report bassisten Jaco Pastorius´ søn (2015). Han har indspillet tre LPer med gruppen Cohearence (2016), Raising Our Voice (2018) & Jackets XL (2020).

## Eksterne Henvisninger
- om Dane Alderson på www.Yellowjackets.com